# Bas Muijs
Bastiaan Daniël (Bas) Muijs, znany lepiej jako Bas Muijs (ur. 14 października 1976 w Hadze) – holenderski aktor i prezenter.

## Wybrana filmografia

### Seriale TV
- 1999-2005: Goede tijden, slechte tijden (Dobre czasy, złe czasy) jako Stefano Sanders
- 2002: Trauma 24/7
- 2004-2005: Costa! jako Paolo
- 2006: Hotnews.nl
- 2007-2010: Piłka nożna kobiet  (Voetbalvrouwen) jako Italo Ferrero
- 2008-2009: Pawie i czaple (Pauwen en Reigers) jako Paul Pronk / Rudolf Fontijn
- 2009: Goede tijden, slechte tijden (Dobre czasy, złe czasy) jako Stefano Sanders
- 2009: Bit jako Peter
- 2014: Goede tijden, slechte tijden (Dobre czasy, złe czasy) jako Stefano Sanders
- 2014: Pasja (The Passion) jako więzień

### Filmy fabularne
- 2008: Snuf, pies wojenny (Snuf de Hond in oorlogstijd) jako Haaksma
- 2008: Snuf, pies latający i polujący Volckert (Snuf de Hond en de jacht op Vliegende Volckert) jako Haaksma
- 2009: Mój ojciec jest detektywem: Tajemnicza wyspa (Mijn vader is een detective: Het geheimzinnige forteiland) jako Jories
- 2012: Jeśli jesteś zakochany (Als Je Verliefd Wordt) jako Bennie / Benjamin
- 2012: Plop jest królem goblinów (Plop wordt kabouterkoning) jako Gnom Stoef
- 2014: Czarownice to nie są (Heksen Bestaan Niet) jako Agent

### Dubbing
- 2007: Simpsonowie: Wersja kinowa (Simpsons The Movie) jako Milhouse (głos)
- 2012: De vijf legendes (The Guardians) jako Jack Vorst
- 2013: Cudowna podróż (Niels Holgersson) jako Ojciec